# Skilanglauf-Marathon-Cup 2007/08
Der Skilanglauf-Marathon-Cup 2007/08 war eine vom Weltskiverband FIS ausgetragene Wettkampfserie im Skilanglauf, die am 16. Dezember 2007 mit dem La Sgambeda begann und am 15. März 2008 mit dem Birkebeinerrennet endete. Die Wettbewerbe wurden im Rahmen der Euroloppet-Serie bzw. Worldloppet-Serie veranstaltet. Die Gesamtwertung bei den Männern gewann Anders Aukland. Bei den Frauen wurde Tatjana Jambajewa in der Gesamtwertung erste.

## Männer

### Resultate
| 1. Skilanglauf-Marathon-Cup in Livigno – La Sgambeda | 1. Skilanglauf-Marathon-Cup in Livigno – La Sgambeda | 1. Skilanglauf-Marathon-Cup in Livigno – La Sgambeda | 1. Skilanglauf-Marathon-Cup in Livigno – La Sgambeda | 1. Skilanglauf-Marathon-Cup in Livigno – La Sgambeda |
| ---------------------------------------------------- | ---------------------------------------------------- | ---------------------------------------------------- | ---------------------------------------------------- | ---------------------------------------------------- |
| Datum                                                | Disziplin                                            | Erster Platz                                         | Zweiter Platz                                        | Dritter Platz                                        |
| 16. Dezember 2007                                    | 42 km Freistil Massenstart                           | Jerry Ahrlin                                         | Anders Aukland                                       | Marco Cattaneo                                       |

| 2. Skilanglauf-Marathon-Cup in Liberec – Isergebirgslauf | 2. Skilanglauf-Marathon-Cup in Liberec – Isergebirgslauf | 2. Skilanglauf-Marathon-Cup in Liberec – Isergebirgslauf | 2. Skilanglauf-Marathon-Cup in Liberec – Isergebirgslauf | 2. Skilanglauf-Marathon-Cup in Liberec – Isergebirgslauf |
| -------------------------------------------------------- | -------------------------------------------------------- | -------------------------------------------------------- | -------------------------------------------------------- | -------------------------------------------------------- |
| Datum                                                    | Disziplin                                                | Erster Platz                                             | Zweiter Platz                                            | Dritter Platz                                            |
| 13. Januar 2008                                          | 50 km klassisch Massenstart                              | Anders Aukland                                           | Oskar Svärd                                              | Jörgen Aukland                                           |

| 3. Skilanglauf-Marathon-Cup in Lienz – Dolomitenlauf | 3. Skilanglauf-Marathon-Cup in Lienz – Dolomitenlauf | 3. Skilanglauf-Marathon-Cup in Lienz – Dolomitenlauf | 3. Skilanglauf-Marathon-Cup in Lienz – Dolomitenlauf | 3. Skilanglauf-Marathon-Cup in Lienz – Dolomitenlauf |
| ---------------------------------------------------- | ---------------------------------------------------- | ---------------------------------------------------- | ---------------------------------------------------- | ---------------------------------------------------- |
| Datum                                                | Disziplin                                            | Erster Platz                                         | Zweiter Platz                                        | Dritter Platz                                        |
| 20. Januar 2008                                      | 60 km Freistil Massenstart                           | Tullio Grandelis                                     | Marco Cattaneo                                       | Philipp Rubin                                        |

| 4. Skilanglauf-Marathon-Cup im Val di Fiemme und Val di Fassa – Marcialonga | 4. Skilanglauf-Marathon-Cup im Val di Fiemme und Val di Fassa – Marcialonga | 4. Skilanglauf-Marathon-Cup im Val di Fiemme und Val di Fassa – Marcialonga | 4. Skilanglauf-Marathon-Cup im Val di Fiemme und Val di Fassa – Marcialonga | 4. Skilanglauf-Marathon-Cup im Val di Fiemme und Val di Fassa – Marcialonga |
| --------------------------------------------------------------------------- | --------------------------------------------------------------------------- | --------------------------------------------------------------------------- | --------------------------------------------------------------------------- | --------------------------------------------------------------------------- |
| Datum                                                                       | Disziplin                                                                   | Erster Platz                                                                | Zweiter Platz                                                               | Dritter Platz                                                               |
| 28. Januar 2008                                                             | 70 km klassisch Massenstart                                                 | Anders Aukland                                                              | Jörgen Aukland                                                              | Jerry Ahrlin                                                                |

| 5. Skilanglauf-Marathon-Cup in Oberammergau – König-Ludwig-Lauf | 5. Skilanglauf-Marathon-Cup in Oberammergau – König-Ludwig-Lauf | 5. Skilanglauf-Marathon-Cup in Oberammergau – König-Ludwig-Lauf | 5. Skilanglauf-Marathon-Cup in Oberammergau – König-Ludwig-Lauf | 5. Skilanglauf-Marathon-Cup in Oberammergau – König-Ludwig-Lauf |
| --------------------------------------------------------------- | --------------------------------------------------------------- | --------------------------------------------------------------- | --------------------------------------------------------------- | --------------------------------------------------------------- |
| Datum                                                           | Disziplin                                                       | Erster Platz                                                    | Zweiter Platz                                                   | Dritter Platz                                                   |
| 3. Februar 2008                                                 | 42 km klassisch Massenstart                                     | Daniel Tynell                                                   | Jerry Ahrlin                                                    | Stanislav Řezáč                                                 |

| 6. Skilanglauf-Marathon-Cup in Lamoura – Transjurassienne | 6. Skilanglauf-Marathon-Cup in Lamoura – Transjurassienne | 6. Skilanglauf-Marathon-Cup in Lamoura – Transjurassienne | 6. Skilanglauf-Marathon-Cup in Lamoura – Transjurassienne | 6. Skilanglauf-Marathon-Cup in Lamoura – Transjurassienne |
| --------------------------------------------------------- | --------------------------------------------------------- | --------------------------------------------------------- | --------------------------------------------------------- | --------------------------------------------------------- |
| Datum                                                     | Disziplin                                                 | Erster Platz                                              | Zweiter Platz                                             | Dritter Platz                                             |
| 10. Februar 2008                                          | 50 km Freistil Massenstart                                | Marco Cattaneo                                            | Mathias Fredriksson                                       | Diego Ruiz                                                |

| 7. Skilanglauf-Marathon-Cup in Otepää – Tartu Maraton | 7. Skilanglauf-Marathon-Cup in Otepää – Tartu Maraton | 7. Skilanglauf-Marathon-Cup in Otepää – Tartu Maraton | 7. Skilanglauf-Marathon-Cup in Otepää – Tartu Maraton | 7. Skilanglauf-Marathon-Cup in Otepää – Tartu Maraton |
| ----------------------------------------------------- | ----------------------------------------------------- | ----------------------------------------------------- | ----------------------------------------------------- | ----------------------------------------------------- |
| Datum                                                 | Disziplin                                             | Erster Platz                                          | Zweiter Platz                                         | Dritter Platz                                         |
| 17. Februar 2008                                      | 63 km klassisch Massenstart                           | Wettkampf abgesagt                                    | Wettkampf abgesagt                                    | Wettkampf abgesagt                                    |

| 8. Skilanglauf-Marathon-Cup in Sälen – Wasalauf | 8. Skilanglauf-Marathon-Cup in Sälen – Wasalauf | 8. Skilanglauf-Marathon-Cup in Sälen – Wasalauf | 8. Skilanglauf-Marathon-Cup in Sälen – Wasalauf | 8. Skilanglauf-Marathon-Cup in Sälen – Wasalauf |
| ----------------------------------------------- | ----------------------------------------------- | ----------------------------------------------- | ----------------------------------------------- | ----------------------------------------------- |
| Datum                                           | Disziplin                                       | Erster Platz                                    | Zweiter Platz                                   | Dritter Platz                                   |
| 2. März 2008                                    | 90 km klassisch Massenstart                     | Jörgen Aukland                                  | Anders Aukland                                  | Jerry Ahrlin                                    |

| 9. Skilanglauf-Marathon-Cup in Samedan – Engadin Skimarathon | 9. Skilanglauf-Marathon-Cup in Samedan – Engadin Skimarathon | 9. Skilanglauf-Marathon-Cup in Samedan – Engadin Skimarathon | 9. Skilanglauf-Marathon-Cup in Samedan – Engadin Skimarathon | 9. Skilanglauf-Marathon-Cup in Samedan – Engadin Skimarathon |
| ------------------------------------------------------------ | ------------------------------------------------------------ | ------------------------------------------------------------ | ------------------------------------------------------------ | ------------------------------------------------------------ |
| Datum                                                        | Disziplin                                                    | Erster Platz                                                 | Zweiter Platz                                                | Dritter Platz                                                |
| 9. März 2008                                                 | 42 km Freistil Massenstart                                   | Tor Arne Hetland                                             | Dario Cologna                                                | Christophe Perrillat-Collomb                                 |

| 10. Skilanglauf-Marathon-Cup in Rena – Birkebeinerrennet | 10. Skilanglauf-Marathon-Cup in Rena – Birkebeinerrennet | 10. Skilanglauf-Marathon-Cup in Rena – Birkebeinerrennet | 10. Skilanglauf-Marathon-Cup in Rena – Birkebeinerrennet | 10. Skilanglauf-Marathon-Cup in Rena – Birkebeinerrennet |
| -------------------------------------------------------- | -------------------------------------------------------- | -------------------------------------------------------- | -------------------------------------------------------- | -------------------------------------------------------- |
| Datum                                                    | Disziplin                                                | Erster Platz                                             | Zweiter Platz                                            | Dritter Platz                                            |
| 15. März 2008                                            | 54 km klassisch Massenstart                              | Stanislav Řezáč                                          | Anders Aukland                                           | Jerry Ahrlin                                             |

### Gesamtwertung
| Rang | Name                | Punkte |
| ---- | ------------------- | ------ |
| 001. | Anders Aukland      | 493    |
| 02.  | Jerry Ahrlin        | 434    |
| 03.  | Marco Cattaneo      | 411    |
| 04.  | Jörgen Aukland      | 344    |
| 05.  | Mathias Fredriksson | 267    |
| 06.  | Oskar Svärd         | 257    |
| 07.  | Tullio Grandelis    | 224    |
| 08.  | Daniel Tynell       | 196    |
| 09.  | Stanislav Řezáč     | 188    |
| 10.  | Bruno Carrara       | 173    |
| 11.  | Rikard Andersson    | 160    |
| 12.  | Anders Palmer       | 131    |
| 13.  | Philipp Rubin       | 126    |
| 14.  | Erik Eriksson       | 107    |

| Rang | Name                         | Punkte |
| ---- | ---------------------------- | ------ |
| 15.  | Niklas Karlsson              | 101    |
| 16.  | Tor Arne Hetland             | 100    |
| 17.  | Anders Myrland               | 97     |
| 18.  | Frode Estil                  | 96     |
| 19.  | Pierluigi Costantin          | 95     |
| 20.  | Thomas Alsgaard              | 81     |
| 21.  | Dario Cologna                | 80     |
| 22.  | Markus Hasler                | 71     |
| 23.  | Sergio Bonaldi               | 66     |
| 24.  | Christophe Perrillat-Collomb | 60     |
| 24.  | Diego Ruiz                   | 60     |
| 26.  | Petr Novák                   | 52     |
| 27.  | Raphaël Poirée               | 50     |
| 27.  | Jiří Ročárek                 | 50     |

| Rang | Name             | Punkte |
| ---- | ---------------- | ------ |
| 27.  | Cristian Zorzi   | 50     |
| 30.  | Ivan Babikov     | 45     |
| 30.  | Bruno Debertolis | 45     |
| 30.  | Viktor Novotny   | 45     |
| 33.  | Sjur Börsheim    | 44     |
| 34.  | Markus Leijon    | 44     |
| 35.  | Aliaksei Ivanou  | 43     |
| 36.  | Håvard Hansen    | 43     |
| 37.  | Radek Šretr      | 42     |
| 38.  | Thomas Steurer   | 42     |
| 39.  | Thomas Freimuth  | 40     |
| 40.  | Dmitry Liasenko  | 40     |

## Frauen

### Resultate
| 1. Skilanglauf-Marathon-Cup in Livigno – La Sgambeda | 1. Skilanglauf-Marathon-Cup in Livigno – La Sgambeda | 1. Skilanglauf-Marathon-Cup in Livigno – La Sgambeda | 1. Skilanglauf-Marathon-Cup in Livigno – La Sgambeda | 1. Skilanglauf-Marathon-Cup in Livigno – La Sgambeda |
| ---------------------------------------------------- | ---------------------------------------------------- | ---------------------------------------------------- | ---------------------------------------------------- | ---------------------------------------------------- |
| Datum                                                | Disziplin                                            | Erster Platz                                         | Zweiter Platz                                        | Dritter Platz                                        |
| 16. Dezember 2007                                    | 42 km Freistil Massenstart                           | Tatjana Jambajewa                                    | Hilde Gjermundshaug Pedersen                         | Elin Ek                                              |

| 2. Skilanglauf-Marathon-Cup in Liberec – Isergebirgslauf | 2. Skilanglauf-Marathon-Cup in Liberec – Isergebirgslauf | 2. Skilanglauf-Marathon-Cup in Liberec – Isergebirgslauf | 2. Skilanglauf-Marathon-Cup in Liberec – Isergebirgslauf | 2. Skilanglauf-Marathon-Cup in Liberec – Isergebirgslauf |
| -------------------------------------------------------- | -------------------------------------------------------- | -------------------------------------------------------- | -------------------------------------------------------- | -------------------------------------------------------- |
| Datum                                                    | Disziplin                                                | Erster Platz                                             | Zweiter Platz                                            | Dritter Platz                                            |
| 13. Januar 2008                                          | 50 km klassisch Massenstart                              | Jenny Hansson                                            | Tatjana Jambajewa                                        | Hilde Gjermundshaug Pedersen                             |

| 3. Skilanglauf-Marathon-Cup in Lienz – Dolomitenlauf | 3. Skilanglauf-Marathon-Cup in Lienz – Dolomitenlauf | 3. Skilanglauf-Marathon-Cup in Lienz – Dolomitenlauf | 3. Skilanglauf-Marathon-Cup in Lienz – Dolomitenlauf | 3. Skilanglauf-Marathon-Cup in Lienz – Dolomitenlauf |
| ---------------------------------------------------- | ---------------------------------------------------- | ---------------------------------------------------- | ---------------------------------------------------- | ---------------------------------------------------- |
| Datum                                                | Disziplin                                            | Erster Platz                                         | Zweiter Platz                                        | Dritter Platz                                        |
| 20. Januar 2008                                      | 60 km Freistil Massenstart                           | Tatjana Jambajewa                                    | Natascia Leonardi Cortesi                            | Elin Ek                                              |

| 4. Skilanglauf-Marathon-Cup im Val di Fiemme und Val di Fassa – Marcialonga | 4. Skilanglauf-Marathon-Cup im Val di Fiemme und Val di Fassa – Marcialonga | 4. Skilanglauf-Marathon-Cup im Val di Fiemme und Val di Fassa – Marcialonga | 4. Skilanglauf-Marathon-Cup im Val di Fiemme und Val di Fassa – Marcialonga | 4. Skilanglauf-Marathon-Cup im Val di Fiemme und Val di Fassa – Marcialonga |
| --------------------------------------------------------------------------- | --------------------------------------------------------------------------- | --------------------------------------------------------------------------- | --------------------------------------------------------------------------- | --------------------------------------------------------------------------- |
| Datum                                                                       | Disziplin                                                                   | Erster Platz                                                                | Zweiter Platz                                                               | Dritter Platz                                                               |
| 28. Januar 2008                                                             | 70 km klassisch Massenstart                                                 | Jenny Hansson                                                               | Elin Ek                                                                     | Susanne Nyström                                                             |

| 5. Skilanglauf-Marathon-Cup in Oberammergau – König-Ludwig-Lauf | 5. Skilanglauf-Marathon-Cup in Oberammergau – König-Ludwig-Lauf | 5. Skilanglauf-Marathon-Cup in Oberammergau – König-Ludwig-Lauf | 5. Skilanglauf-Marathon-Cup in Oberammergau – König-Ludwig-Lauf | 5. Skilanglauf-Marathon-Cup in Oberammergau – König-Ludwig-Lauf |
| --------------------------------------------------------------- | --------------------------------------------------------------- | --------------------------------------------------------------- | --------------------------------------------------------------- | --------------------------------------------------------------- |
| Datum                                                           | Disziplin                                                       | Erster Platz                                                    | Zweiter Platz                                                   | Dritter Platz                                                   |
| 3. Februar 2008                                                 | 42 km klassisch Massenstart                                     | Elin Ek                                                         | Tatjana Jambajewa                                               | Jenny Hansson                                                   |

| 6. Skilanglauf-Marathon-Cup in Lamoura – Transjurassienne | 6. Skilanglauf-Marathon-Cup in Lamoura – Transjurassienne | 6. Skilanglauf-Marathon-Cup in Lamoura – Transjurassienne | 6. Skilanglauf-Marathon-Cup in Lamoura – Transjurassienne | 6. Skilanglauf-Marathon-Cup in Lamoura – Transjurassienne |
| --------------------------------------------------------- | --------------------------------------------------------- | --------------------------------------------------------- | --------------------------------------------------------- | --------------------------------------------------------- |
| Datum                                                     | Disziplin                                                 | Erster Platz                                              | Zweiter Platz                                             | Dritter Platz                                             |
| 10. Februar 2008                                          | 50 km Freistil Massenstart                                | Tatjana Jambajewa                                         | Karine Laurent Philippot                                  | Natascia Leonardi Cortesi                                 |

| 7. Skilanglauf-Marathon-Cup in Otepää – Tartu Maraton | 7. Skilanglauf-Marathon-Cup in Otepää – Tartu Maraton | 7. Skilanglauf-Marathon-Cup in Otepää – Tartu Maraton | 7. Skilanglauf-Marathon-Cup in Otepää – Tartu Maraton | 7. Skilanglauf-Marathon-Cup in Otepää – Tartu Maraton |
| ----------------------------------------------------- | ----------------------------------------------------- | ----------------------------------------------------- | ----------------------------------------------------- | ----------------------------------------------------- |
| Datum                                                 | Disziplin                                             | Erster Platz                                          | Zweiter Platz                                         | Dritter Platz                                         |
| 17. Februar 2008                                      | 63 km klassisch Massenstart                           | Wettkampf abgesagt                                    | Wettkampf abgesagt                                    | Wettkampf abgesagt                                    |

| 8. Skilanglauf-Marathon-Cup in Sälen – Wasalauf | 8. Skilanglauf-Marathon-Cup in Sälen – Wasalauf | 8. Skilanglauf-Marathon-Cup in Sälen – Wasalauf | 8. Skilanglauf-Marathon-Cup in Sälen – Wasalauf | 8. Skilanglauf-Marathon-Cup in Sälen – Wasalauf |
| ----------------------------------------------- | ----------------------------------------------- | ----------------------------------------------- | ----------------------------------------------- | ----------------------------------------------- |
| Datum                                           | Disziplin                                       | Erster Platz                                    | Zweiter Platz                                   | Dritter Platz                                   |
| 2. März 2008                                    | 90 km klassisch Massenstart                     | Sandra Hansson                                  | Jenny Hansson                                   | Sumiko Yokoyama                                 |

| 9. Skilanglauf-Marathon-Cup in Samedan – Engadin Skimarathon | 9. Skilanglauf-Marathon-Cup in Samedan – Engadin Skimarathon | 9. Skilanglauf-Marathon-Cup in Samedan – Engadin Skimarathon | 9. Skilanglauf-Marathon-Cup in Samedan – Engadin Skimarathon | 9. Skilanglauf-Marathon-Cup in Samedan – Engadin Skimarathon |
| ------------------------------------------------------------ | ------------------------------------------------------------ | ------------------------------------------------------------ | ------------------------------------------------------------ | ------------------------------------------------------------ |
| Datum                                                        | Disziplin                                                    | Erster Platz                                                 | Zweiter Platz                                                | Dritter Platz                                                |
| 9. März 2008                                                 | 42 km Freistil Massenstart                                   | Katrin Zeller                                                | Elin Ek                                                      | Tatjana Jambajewa                                            |

| 10. Skilanglauf-Marathon-Cup in Rena – Birkebeinerrennet | 10. Skilanglauf-Marathon-Cup in Rena – Birkebeinerrennet | 10. Skilanglauf-Marathon-Cup in Rena – Birkebeinerrennet | 10. Skilanglauf-Marathon-Cup in Rena – Birkebeinerrennet | 10. Skilanglauf-Marathon-Cup in Rena – Birkebeinerrennet |
| -------------------------------------------------------- | -------------------------------------------------------- | -------------------------------------------------------- | -------------------------------------------------------- | -------------------------------------------------------- |
| Datum                                                    | Disziplin                                                | Erster Platz                                             | Zweiter Platz                                            | Dritter Platz                                            |
| 15. März 2008                                            | 54 km klassisch Massenstart                              | Hilde Gjermundshaug Pedersen                             | Tatjana Jambajewa                                        | Elin Ek                                                  |

### Gesamtwertung
| Rang | Name                         | Punkte |
| ---- | ---------------------------- | ------ |
| 01.  | Tatjana Jambajewa            | 600    |
| 02.  | Jenny Hansson                | 514    |
| 03.  | Elin Ek                      | 490    |
| 04.  | Hilde Gjermundshaug Pedersen | 240    |
| 05.  | Natascia Leonardi Cortesi    | 185    |
| 06.  | Susanne Nyström              | 155    |
| 07.  | Irina Nafranovich            | 145    |
| 08.  | Sandra Hansson               | 100    |
| 08.  | Katrin Zeller                | 100    |
| 10.  | Karine Laurent Philippot     | 80     |
| 11.  | Jasmin Nunige                | 72     |
| 12.  | Sumiko Yokoyama              | 60     |

| Rang | Name                 | Punkte |
| ---- | -------------------- | ------ |
| 13.  | Zuzana Kocumová      | 50     |
| 13.  | Evelyn Dong          | 50     |
| 15.  | Jana Jetmarová       | 45     |
| 15.  | Stefanie Meyr        | 45     |
| 15.  | Nina Lintzén         | 45     |
| 15.  | Laurence Rochat      | 45     |
| 15.  | Jannike Irene Östby  | 45     |
| 20.  | Inger Lise Vestlunf  | 40     |
| 20.  | Élodie Bourgeois-Pin | 40     |
| 20.  | Jorunn Oye           | 40     |
| 23.  | Kateřina Neumannová  | 36     |
| 23.  | Kristin Skei         | 36     |

| Rang | Name             | Punkte |
| ---- | ---------------- | ------ |
| 25.  | Caroline Weibel  | 29     |
| 26.  | Katherine Calder | 26     |
| 27.  | Raphaela Sieber  | 22     |
| 28.  | Karin Camenisch  | 20     |
| 29.  | Laura Rombach    | 18     |
| 30.  | Kate Whitcomb    | 16     |
| 31.  | Lucy Pichard     | 15     |
| 32.  | Nicole Fessel    | 14     |
| 33.  | Tatjana Stiffler | 13     |
| 34.  | Muriele Huberli  | 12     |
| 35.  | Myrta Damaso     | 11     |
| 36.  | Tanja Erler      | 10     |